# Шанмерл ле Бле
Шанмерл ле Бле (фр. Chantemerle-les-Blés) насеље је и општина у источној Француској у региону Рона-Алпи, у департману Дром која припада префектури Валанс.
По подацима из 2011. године у општини је живело 1135 становника, а густина насељености је износила 73,75 становника/km². Општина се простире на површини од 15,39 km². Налази се на средњој надморској висини од 197 метара (максималној 339 m, а минималној 171 m).

## Демографија
| 1962. | 1968. | 1975. | 1982. | 1990. | 1999. | 2011. |
| ----- | ----- | ----- | ----- | ----- | ----- | ----- |
| 566   | 610   | 572   | 557   | 732   | 880   | 1.135 |

График промене броја становника у току последњих година